# Psicologia espacial
Psicologia espacial refere-se à aplicação da psicologia para aconselhar voos espaciais tripulados. Isso inclui a aplicação de psicologia industrial e organizacional para seleção de equipe, preparação mental individual e de equipe, treinamento de equipe e suporte psicológico contínuo, e aplicação de fatores humanos e ergonômicos à construção de espaçonaves para garantir habitabilidade suficiente.

## Componentes de fatores humanos e ergonomia
Para garantir a habitabilidade da espaçonave construída, os fatores humanos e os especialistas em ergonomia devem aconselhar sobre os requisitos ambientais, como iluminação, layout e design da sala, requisitos de som e soluções para os desafios fisiológicos impostos por estar em um ambiente sem gravidade.
O fator humano no espaço tem que lidar não apenas com a adaptação a diferentes habitats físicos, mas também a diferentes habitats sociais e diferentes configurações de comunicação. Novas atividades, como a realização de atividade extraveicular humana (EVA) além do ambiente da órbita baixa da Terra, requerem métodos de sincronização complexos. A abordagem ergonômica desses ambientes deve incluir novas variáveis, como o atraso na comunicação devido às limitações da velocidade de transmissão da luz. Os astronautas ficarão cada vez mais isolados do suporte de missão baseado na Terra e, portanto, dependerão fortemente de suas próprias capacidades de tomada de decisão e ferramentas a bordo para cumprir os objetivos propostos da missão EVA.

## Pesquisa
A maioria das pesquisas publicadas específicas para psicologia espacial foi conduzida pela Divisão de Integração de Sistemas Humanos da NASA. Os testes realizados para garantir o sucesso da equipe incluem colocar uma equipe em locais herméticos na Terra por um longo período de tempo: no Teste de Suporte de Vida Lunar-Marte. No contexto do voo espacial, o trabalho em equipe é um ingrediente essencial para missões bem-sucedidas. Uma variedade de influências adversas pode impactar negativamente o desempenho das equipes de missão, tanto em terra como em voo. Tais influências podem incluir estressores físicos no organismo, como perturbações diurnas, efeitos da microgravidade, lesões ou sobrecarga de tarefas, bem como fatores psicológicos, como isolamento social, sobrecarga de papéis ou conflitos interpessoais entre os membros da equipe. Dada a importância da eficácia da equipe, o Elemento de Saúde Comportamental e Desempenho (BHP) da NASA identificou a necessidade de monitorar o funcionamento das equipes, principalmente usando meios discretos. O objectivo desta monitorização reside em fornecer um conjunto de indicadores que podem servir vários objectivos operacionais:
1. O monitoramento durante as atividades de seleção de pessoal pode fornecer subsídios para a seleção de membros de equipe compatíveis e de indivíduos com perfil psicológico adequado ao trabalho em equipe em ambientes e situações extremas.
2. O monitoramento durante as atividades de treinamento pode fornecer informações de diagnóstico úteis para orientar instruções e treinamento adicionais, bem como para determinar a composição das equipes antes do desdobramento da missão.
3. O monitoramento durante as missões pode fornecer um aviso prévio de possíveis falhas operacionais devido a interrupções.[6]